# Zeeveld
Duinboerderij Zeeveld (huidige naam Transitium ZeeVELD) is een van de oudste duinboerderijen van Castricum. Het is een gemeentelijk monument en te typeren als een verlengde Noord-Hollandse stolp met een dubbel vierkant. De duinboerderij ligt in het Noordhollands Duinreservaat.

## Geschiedenis

### Vroegste vermelding
Een vermelding van 'Het Zeeveldt' komt al voor op een kaart uit 1614 van landmeter Gerardus Theodori Langedijck. Vooraanstaande burgers uit Alkmaar, en daarna uit Amsterdam, hadden de boerderij in eigendom. De huidige verschijningsvorm, met aangebouwde staart, dateert waarschijnlijk uit circa 1829. In dat jaar werden de boerderij en het omringende duingebied aangekocht door Koning Willem I.

### Koninklijk bezit
In 1829 koopt Koning Willem I het duingebied achter Bakkum voor ontginningsdoeleinden. Daarmee verwerft hij ook boerderij Zeeveld. In 1843 gaat landgoed Bakkum over op zijn zoon prins Frederik der Nederlanden en in 1882 wordt diens dochter Marie, Prinses der Nederlanden, eigenaresse. Zij was gehuwd met Wilhelm von Wied, de vijfde vorst van Wied en een Duits militair. Prinses Marie verkoopt in 1903 haar Bakkumse bezit aan de provincie Noord-Holland. Daarmee komt een einde aan de periode dat Zeeveld koninklijk bezit is. In 1927 werd er een hooiberging met schuur naast de stolp gebouwd. In 1928 werd naast de boerderij een onvolledige stolp voor hooiberging met een varkensstal gebouwd.

### Jeugdherberg
Tijdens de zomermaanden van 1930 en 1931 deed de boerderij dienst als jeugdherberg. Zij was de voorloper van de in 1932 geopende jeugdherberg Koningsbosch aan de vlakbij gelegen Heereweg. Tegen de zijkant van de aan de stolp gebouwde staart werd in 1947 een gemetseld en een met pannen gedekt boenhok gebouwd.
In 1968 verloor de boerderij haar agrarische bestemming omdat het niet langer mogelijk was op deze plek een modern boerenbedrijf te voeren. Het pand was vervolgens een reeks van jaren in gebruik als vakantieverblijf van een maatschappelijke instelling uit Amsterdam. Vooral kinderen kwamen hier vakantie vieren. In 2002 werden de hooiberging en varkensstal gesloopt en in plaats daarvan kwam er een woning met eenzelfde bouwvorm en volume.

### Kraakpand
In 1983 stond de boerderij leeg en werd deze gekraakt. Een echtpaar met drie kinderen en een kunstschilder met zijn vrouw namen er hun intrek. Dit was tegen de zin van de eigenaar, de provincie Noord-Holland. Er kwam een kort geding en de rechter oordeelde dat de bewoners de boerderij moesten verlaten. De krakers lieten het op een ontruiming aankomen. Zij hadden zich verzekerd van de steun van zo’n veertig à vijftig leden van de Amsterdamse kraakbeweging. In juni 1984 vond met inzet van de Mobiele Eenheid de ontruiming plaats. Er werden geen arrestaties verricht, maar de schade aan de boerderij was groot. De ontruiming had te maken met het feit dat de provincie Noord-Holland de boerderij wilde verkopen.

### Verkoop en huidig gebruik
In 1988 verkreeg de Stichting Jan XVII de boerderij in erfpacht van de provincie Noord-Holland. De stichting breidde de boerderij uit met een serre en een slaapvleugel en plaatste er een vrijstaand cursusgebouw bij. Ook werd in 2006 de tuin opnieuw ingericht. Zeeveld is momenteel in gebruik als monastiek laboratorium (een moderne versie van een klooster) en als retraitehuis voor groepen. De boerderij is ook het thuis van Stichting JanXVII.